# Souprava metra Slavutyč

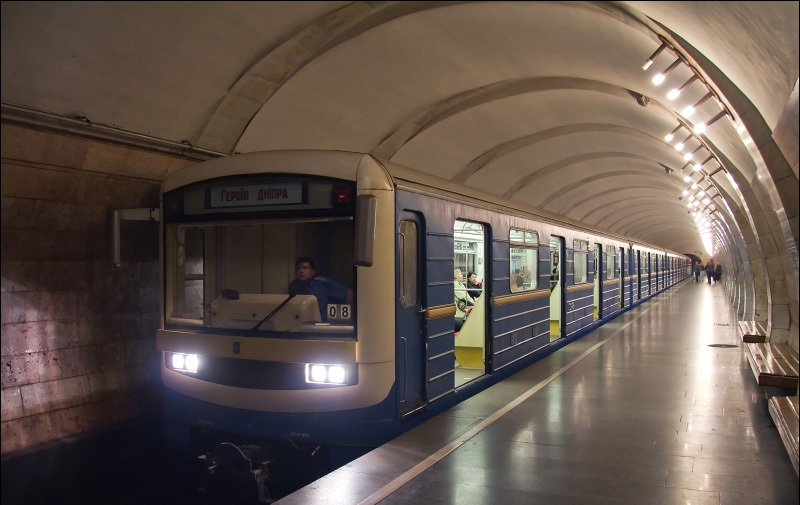
Souprava metra

Souprava metra Slavutyč (číselné označení 81-553.1/81-554.1/81-555.1 – hlavní/motorový/vložený) slouží v kyjevském metru. Vznikla modernizací souprav 81-71 podnikem ZAO Vagonmaš a Škoda Transportation.
Prototypová pětivozová souprava byla zmodernizována v roce 2001; plzeňská Škodovka dodala nejen nejvýznamnější prvek u obou řídících vozů – nová čela (odvozená ze souprav 81-71M – ale i elektropneumatickou výzbroj, a to druhé firmě, podílející se na rekonstrukčních pracích, Vagonmaši v Petrohradu. Změn dostál také interiér – místo dlouhých lavic se objevily sedačky ve směru proti a po jízdě, dveřní mechanismus byl nový a tyče pro držení cestujících byly umístěné také jinde. Dne 29. března 2002 proběhla oficiální prezentace vlaku.
Od této doby se nekonaly již další modernizace kyjevských souprav typu 81-71. Obnova vozového parku je zajišťována koupí zcela nových vlaků domácí produkce.